# Statisztikai paraméter
Egy statisztikai paraméter vagy populációs paraméter egy mennyiség, mely a valószínűség-eloszlások egy csoportját jellemzi. Egy populáció vagy egy statisztikai modell numerikus jellemzőjének tekinthető.

## Meghatározás
A paraméterezett eloszlás csoportok közé tartoznak a normális eloszlások, a Poisson-eloszlások, a binominális eloszlások és az exponenciális eloszlások csoportja. A normális eloszlások csoportjának két paramétere van, az átlag és a variancia: ha ezek meg vannak adva, az eloszlás pontosan ismert. A khí-négyzet eloszlások csoportjának egy paramétere van: a szabadságfokok száma.
A következtetési statisztikában a paramétereket ismeretlennek vesszük, és ebben az esetben a statisztikus feladata, hogy következtessen a paraméterekre olyan random valószínűségi változók alapján, amik az adott mintában megfigyelt eloszlást követik, vagy még konkrétabban, a kérdéses populációból vett véletlenszerű minta alapján. Más esetekben a paramétereket az alkalmazott mintavételi, vagy statisztikai eljárás képes rögzíteni (például a szabadságfokok száma egy Pearson-féle khí-négyzet próba során.
Még akkor is, ha egy eloszlás csoport nem meghatározott, mennyiségeket, mint például az átlag és a variancia még lehet tekinteni annak a populációnak az eloszlás paramétereinek, melyből a mintát vettük. Statisztikai eljárások így is képesek következtetéseket levonni ilyen populációs paraméterekből. Az ilyen típusú paraméterek a szerepüknek megfelelő neveket kapnak, beleértve a következőket.
- lokális paraméter
- diszperziós paraméter vagy méretarányos paraméter
- alak-paraméter

Ahol a valószínűség-eloszlásnál egy domén található egy objektumkészleten, ami maga is valószínűség-eloszlás, akkor a koncentrációs paraméter kifejezés használható olyan mennyiségekre, amik azt mutatják, mennyire variábilisak lesznek a kimenetelek. Mennyiségek, mint a regressziós koefficiensek a fenti értelemben vett statisztikai paraméterek, mert olyan kondicionális valószínűség-eloszlás csoportokat jelölnek, amelyek leírják, hogy a függő változók hogyan kapcsolódnak a független változókhoz. 

## Példák
Egy populációnak a paramétere az, ami egy mintának a statisztikai jellemzője. Például lehet egy paraméter egy bizonyos választási jelöltet preferáló szavazók százalékos aránya. Azonban nem praktikus megkérdezni minden választót a preferált jelöltjéről egy választás előtt, szóval a választóknak csak egy adott számú mintáját szavaztatják le és a bizonyos jelöltet preferáló megkérdezett választók százalékos aránya lesz megszámolva, ez az adat. Az adat tehát a paraméterből való következtetéshez szolgál, amely paraméter az összes választó preferenciája. Hasonlóan, egyes gyártási termékek tesztelése során, ahelyett hogy minden terméket megvizsgálnának, csak bizonyos számú mintát próbálnak ki, amiből azt a statisztikai következtetést vonhatják le, hogy minden termék megfelel a gyártási követelményeknek.

## Fordítás
Ez a szócikk részben vagy egészben  a   Statistical parameter című angol Wikipédia-szócikk ezen változatának fordításán alapul.  Az eredeti cikk szerkesztőit annak laptörténete sorolja fel. Ez a jelzés csupán a megfogalmazás eredetét és a szerzői jogokat jelzi, nem szolgál a cikkben szereplő információk forrásmegjelöléseként.